# Ashmeadiella digiticauda
Ashmeadiella digiticauda är en biart som beskrevs av Cockerell 1924. Ashmeadiella digiticauda ingår i släktet Ashmeadiella och familjen buksamlarbin. Inga underarter finns listade i Catalogue of Life.